# Hywel Thomas
Hywel Thomas, född 18 september 1972, är en brittisk ingenjör som är VD för Mercedes-AMG:s avdelning Mercedes AMG High Performance Powertrains och därmed motorchef för det tyska Formel 1-stallet Mercedes Grand Prix.
Han avlade en examen i maskinteknik vid University of Bath. Efter studierna började han arbeta för Perkins Engines som en simuleringsingenjör. Det varade fram till slutet av 1990-talet när han fick en anställning hos Cosworth. År 2004 gick han vidare i yrkeskarriären och började arbeta hos Mercedes-Ilmor, där har han arbetat bland annat som senior ingenjör, chefsingenjör och avdelningschef för motorer. Den 1 juli 2020 lämnade VD:n och F1-stallets motorchef Andy Cowell sina positioner och blev då ersatt av Thomas.
Han har varit delaktig till sju vunna förarmästerskap och åtta konstruktörsmästerskap.
- Konstruktörsmästerskap: 2014, 2015, 2016, 2017, 2018, 2019, 2020, 2021
- Förarmästerskap: 2014, 2015, 2016, 2017, 2018, 2019, 2020